# DF-ZF
O DF-ZF (Dong Feng-ZF, designação chinesa e atual) ou WU-14 (designação dos EUA, 2014) é um veículo planador hipersônico (sigla em inglês: HGV, Hypersonic Glide Vehicle) desenvolvido pela China. Este opera em conjunto com o míssil balístico de médio alcance DF-17, do qual serve de ogiva.